# Салми, Суло
Суло Артур Салми (фин. Sulo Artur Salmi; 4 марта 1914 — 29 апреля 1984) — финский гимнаст, олимпийский чемпион.
Суло Салми родился в 1914 году в Вааса. В 1948 году в составе финской команды стал чемпионом Олимпийских игр в Лондоне.